# ときど
ときど（1985年7月7日 - ）は、日本のプロゲーマー。ジャパン・eスポーツ・プロライセンス保持者。本名、谷口一（たにぐち はじめ）。沖縄県那覇市生まれ、神奈川県横浜市育ち。株式会社CELLORB取締役。REJECT所属。

## 来歴
麻布中学校・高等学校卒業後、1浪して東京大学理科一類入学。2009年東京大学工学部マテリアル工学科卒業。2010年東京大学大学院工学系研究科マテリアル工学専攻修士課程中退。その学歴から「東大卒プロゲーマー」として知られる。
父は東京医科歯科大学名誉教授の谷口尚。母は歯科医師の谷口幸子。母方の祖父は金秀グループ創業者の呉屋秀信。
小学生の頃に従兄弟と遊んだバーチャファイター2で本格的にゲームに熱中する。その従兄弟が持っていた攻略本に、「バーチャの鉄人」と呼ばれる有名プレイヤーが載っていたことからゲーマーの存在を知る。
プロゲーマーを目指したのは、梅原大吾のプロ宣言がきっかけ。当時は大学院に在学中だったが、研究内容に興味が持てなかったことや、アメリカの会社からスポンサー契約の申し出を受けたこと、そして親の後押しもあり、中退してプロゲーマーの道へ進む。
2017年7月、ラスベガスで開催された世界最大の格闘ゲーム大会EVO2017に参加。2000人以上が出場したストリートファイター5部門で優勝する。
2020年、第49回ベストドレッサー賞スポーツ部門受賞。
2024年4月8日、株式会社CELLORB取締役に就任。

### 名前の由来
中学1年の頃に初めて参加したザ・キング・オブ・ファイターズ'98の大会で、八神庵のジャンプキック（とんでキック）から闇払い（どうしたぁ！）という連続技しか使わなかったことから。それを見た友人に「もう“ときど”でいいじゃん」と言われ、それ以来「ときど」と名乗っている。
そのほかのニックネームとして、国内では「アイス・エイジ」（勝利のために徹底的に合理性を追求するプレイスタイルから、氷河期のように寒い = 派手さがなくつまらないという意味）、海外では「Murder Face」（プレイ中の表情が殺し屋に見えたため）などがある。

## 著書
- 『東大卒プロゲーマー 論理は結局、情熱にかなわない』PHP新書、2014年7月16日。ISBN 978-4-569-81962-4
- 『世界一のプロゲーマーがやっている 努力2.0』ダイヤモンド社、2019年12月4日。ISBN 978-4-478-10831-4

## 出演

### ウェブテレビ
- 勝ったら100万円！SFV AE 賞金首（2018年8月23日 - 11月15日、AbemaTV・ウルトラゲームス）
- ウルトラゲームステーションズ ストV AE（2018年12月6日 - 2019年1月17日、AbemaTV・ウルトラゲームス）

### テレビ番組
- 1億人の大質問!?笑ってコラえて!（2017年11月22日、2021年9月22日、日本テレビ）
- 情熱大陸(2018年08月12日)